# Rotterdamse Düwag-trams
De Rotterdamse Düwag-trams waren drie series enkel- en dubbelgelede trams van in totaal 95 exemplaren. Ze zijn gebouwd door de Düsseldorfse fabrikant Düwag en Werkspoor Utrecht en werden tussen 1964 en 1969 afgeleverd. Ze hebben gemiddeld veertig jaar dienstgedaan.

## Geschiedenis
Na de Schindlers uit 1956-'57 (vier- en zesassers) bestelde de RET bij Düwag een serie van 60 gelede trams; deze waren gebouwd naar het voorbeeld van de Duitse GT-standaardtram en aangepast aan Nederlandse normen. In 1962 dacht men nog aan 125 dubbelgelede wagens (1-125) en 75 enkelgelede wagens (126-200) dus in totaal 200 wagens. Hierbij zouden alle vierassers kunnen worden afgevoerd. De Allanmotorwagens 101-135 zouden dan vernummerd worden in 401-435 en de kleine Schindlers dacht men aan de HTM te slijten omdat de capaciteit daarvan voor Rotterdam te gering was. Uiteindelijk werd de bestelling van 200 wagens teruggebracht naar 60 stuks omdat men het aantal benodigde trams veel te hoog had ingeschat en een aantal geplande nieuwe tramlijnen er niet kwamen. In 1969 kwamen er nog eens 35 stuks waarna men de Vierassers en het grootste deel van het Allanmaterieel kon afvoeren.

## Materieeloverzicht
De trams in onderstaand overzicht zijn ingedeeld in volgorde van indienststelling met een aparte vermelding van aanschaf door een vorige werkgever. De vermelde nummers zijn de wagenparknummers zoals gebruikt door de RET. Nummers en type-aanduidingen tussen haakjes zijn van vernummerde en/of omgebouwde trams.

### Serie 351-386

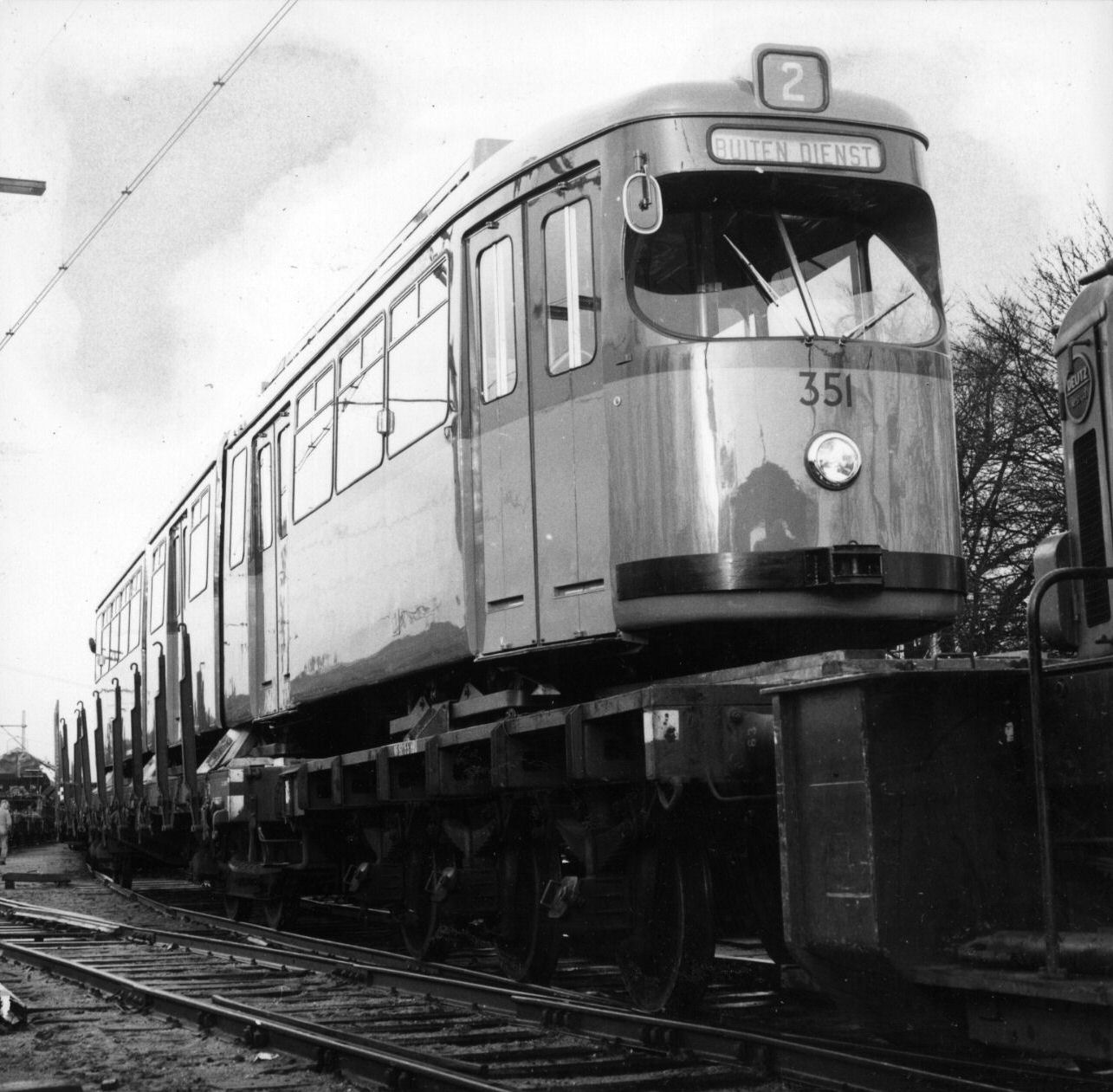
Transport van de eerste dubbelgelede Rotterdamse tram, de 351, van Werkspoor Utrecht naar Rotterdam; 7 december 1964.

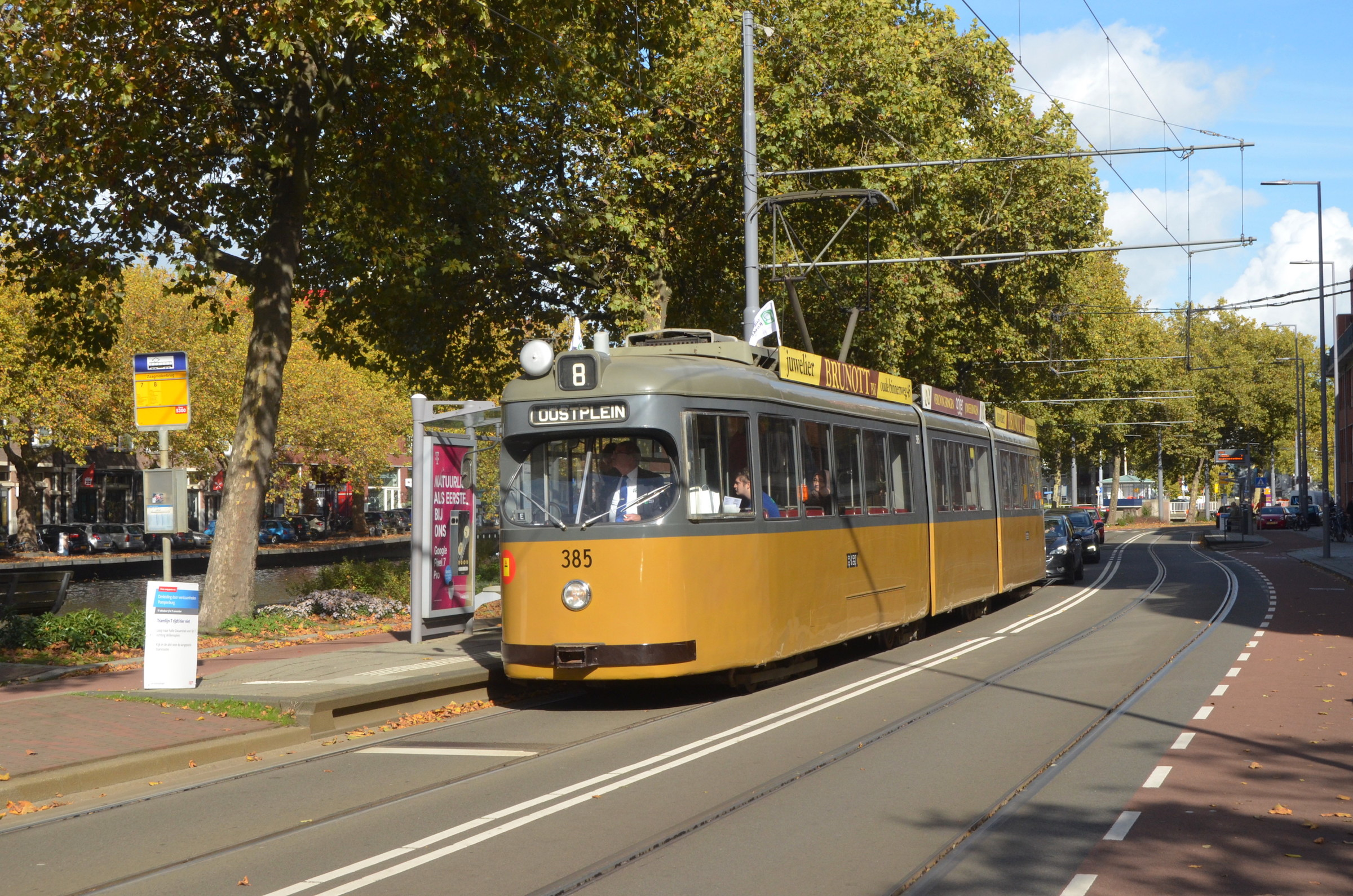
Düwag-dubbelgelede wagen 385 op de Linker Rottekade.

Type: Düwag GT8 - Bouwjaar: 1964-'65
De eerste dubbelgelede trams kwamen in 1964 in dienst in het kleurenschema okergeel-grijs. Ze waren voorzien van rode harde polyester bankjes. De besturing ging door middel van een gangwiel. De 375 reed in 1967 tijdelijk enkelgeleed omdat de middenbak in herstel was van zware aanrijdingsschade.
Begin jaren 70 werden ze verbouwd tot zelfbedieningstram en kregen daarbij een uitmonstering met ballen en kruisen net als in Amsterdam. Ze kregen echter in tegenstelling tot Amsterdam geen denkende treden maar denkende klaphekjes.
Vanaf 1976 kregen een aantal trams een themabeschildering; zo ging de 362 voortaan als lichtgele 'Tingeling' door het leven. Dit ontwerp kwam van tekenaar Martin Lodewijk die de tram in 1983 liet figureren in het stripverhaal De Schorsing; Olga Lawina pakt 's avonds laat lijn 5 naar de Coolsingel waar ze zich zogenaamd laat neerschieten door Agent 327.
Datzelfde jaar was de 362 te zien in een aflevering van de verhalenreeks Mensen zoals jij en ik; hoofdacteur Kees Brusse speelt de vaste bestuurder van lijn 6 die bij afloop van de laatste rit een achtergebleven passagier aantreft en speciaal voor haar een omleiding maakt, wat zijn collega's hem niet in dank afnemen.
De 368 kreeg een lichtblauw uiterlijk als 'Haventram'. De 359 kreeg een geheel zwarte beschildering en reed in Zuid op lijn 2/12 waar hij door zijn onopvallende kleur regelmatig betrokken was bij ongevallen. Hierdoor werd de 359 als een van de eerste afgevoerd voor renovatie.
In de jaren tachtig en negentig werden de meeste trams afgevoerd. De draaistellen en elektrische installaties werden gebruikt voor de ZGT 800-en. Kees Brusse was aanwezig bij het afscheid van 'zijn' 362.
Doordat men na vijftig 800-en stopte met de renovatie bleven er nog twaalf 351-en over. Hiervan bleven er nog negen dienstvaardig (366-369, 371, 373, 377, 378, en 385), deze kregen nog een kleine opknapbeurt nadat men afzag van een grote revisie bij Düwag, gezien de hoge kosten. De 370, 375 en 383 fungeerden daarom als 'plukwagens' voor het leveren van onderdelen en waren niet meer rijvaardig. Door de bezuinigingen eind jaren 90 werden ze overbodig en, behalve de 368, 373 en 385, werden alle wagens afgevoerd. In 2001 kwamen in verband met materieelgebrek de inmiddels museumrijtuig geworden 368, 373 en 385 tijdelijk weer in de normale dienst te rijden. Om de materieelnood te ledigen tot de komst van de nieuwe Citadis-trams nam men daarna een tiental enkelgelede wagens uit Wenen over (zie aldaar).

### Serie 251-274 (301-324 / 1301-1324)
Type: Düwag GT6 (GT8) - Bouwjaar: 1965
In 1965 volgde een serie van 24 enkelgelede trams. In de stille uren reden ze, evenals de kleine Schindlers, op bepaalde tijd en lijnen als eenmanwagen waarbij voorin moest worden ingestapt en in het midden worden uitgestapt. Hierbij was de achterdeur afgesloten en de conducteursloge onbemand. De wagens voerden hierbij ter herkenning aan het publiek een rood in plaats van zwart lijnnummer en hadden een bordje met de tekst eenmanwagen voorop.
Begin jaren 70 werden ze verbouwd tot zelfbedieningstram.
Door het sterk gestegen vervoer door de oliecrisis met name op lijn 2 en 12 en de vroegtijdige afvoer van het grootste deel het Allanmaterieel was de RET op zoek naar bruikbaar tweedehands materieel. In 1972 dacht men nog een vijftiental enkelgelede Düwag-trams van de op te heffen Tram van Kopenhagen over te kunnen nemen die daar overbodig werden. Het betrof een type dat vrijwel gelijk was aan de 251-274 en in de jaren 60 door de Kopenhaagse tram was aangeschaft. In Kopenhagen waren er 100 trams van dit type aangeschaft (801-900) waarvan er één, de 841, verbrand was. Het enige verschil was dat ze een trolleystang hadden in plaats van een pantograaf. Kopenhagen wilde echter alleen wagens verkopen indien er meer werden afgenomen wat voor de RET te veel was. De koop ging niet door en alle 99 trams waren inmiddels verkocht aan Alexandrië, waar een aantal wagens nog steeds dienstdoet.

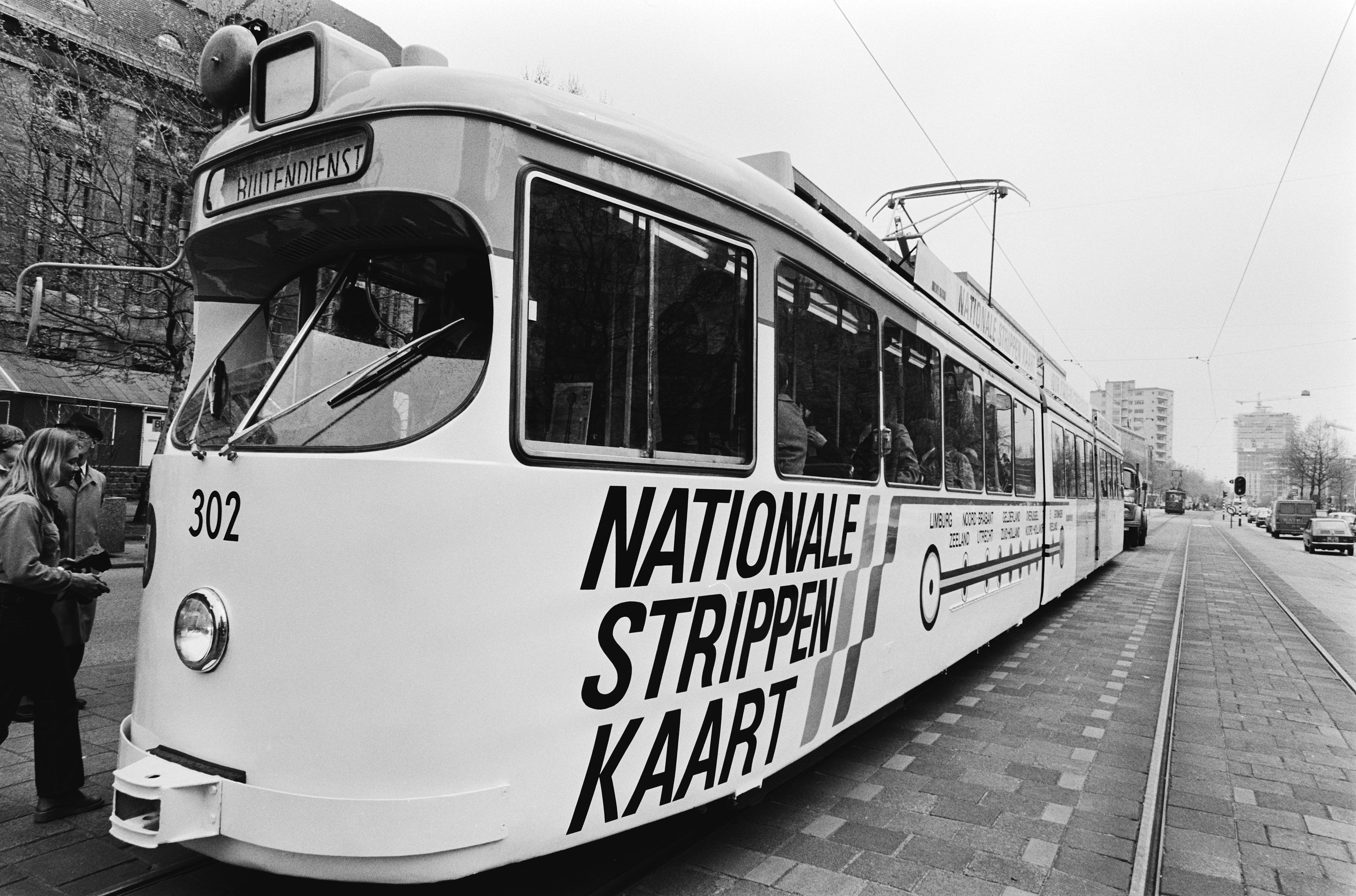
Dubbelgelede wagen 302 (ex 252) als reclametram voor de ingevoerde strippenkaart 1980

Omdat nieuw materieel niet spoedig was te leveren besloot men net als in Amsterdam een aantal enkelgelede wagens te verlengen tot dubbelgelede wagens en bestelde men 24 tussenstukjes volgens de bestaande tekeningen van de 351-386. Wagens 251-274 werden in 1975 tot achtasser verbouwd en vernummerd tot 301-324. Daar men in Zuid hierop niet kon wachten gingen een aantal dubbelgelede trams van Noord naar Zuid en de daar verblijvende wagens 251-274 naar Noord. De 301-324 kwamen dan ook allemaal vanuit Noord in dienst.
In de jaren tachtig stonden ze hun middenbakken weer af aan de 601-635, behalve de 301, 302 en de 319 ('Van Nelle'-tram) die in pop/reclamekleuren bleven rijden tot hun afvoer. Ook de 305 en 318 bleven dubbelgeleed. De middenbakken, behalve die van de 319, gingen na de afvoer wel naar een 600. Ze werden opnieuw vernummerd, nu in 1303, 1304, 1306-1317, 1320-1324. Daarna werden ze bij Düwag met nieuwe wagenbakken en oude draaistellen en elektrische installaties gerenoveerd tot ZGT 800-en (vervolgserie op de ZGT 700-en). De 319 hield het als 'Van Nelletram' het het langst vol. Na afvoer vertrok deze naar Amsterdam en staat tot voorjaar 2022 als onderkomen van een kunstenaar op het NDSM-terrein in Amsterdam-Noord.

### Serie 601-635 (1601-1635)
Type: Werkspoor - Bouwjaar: 1969

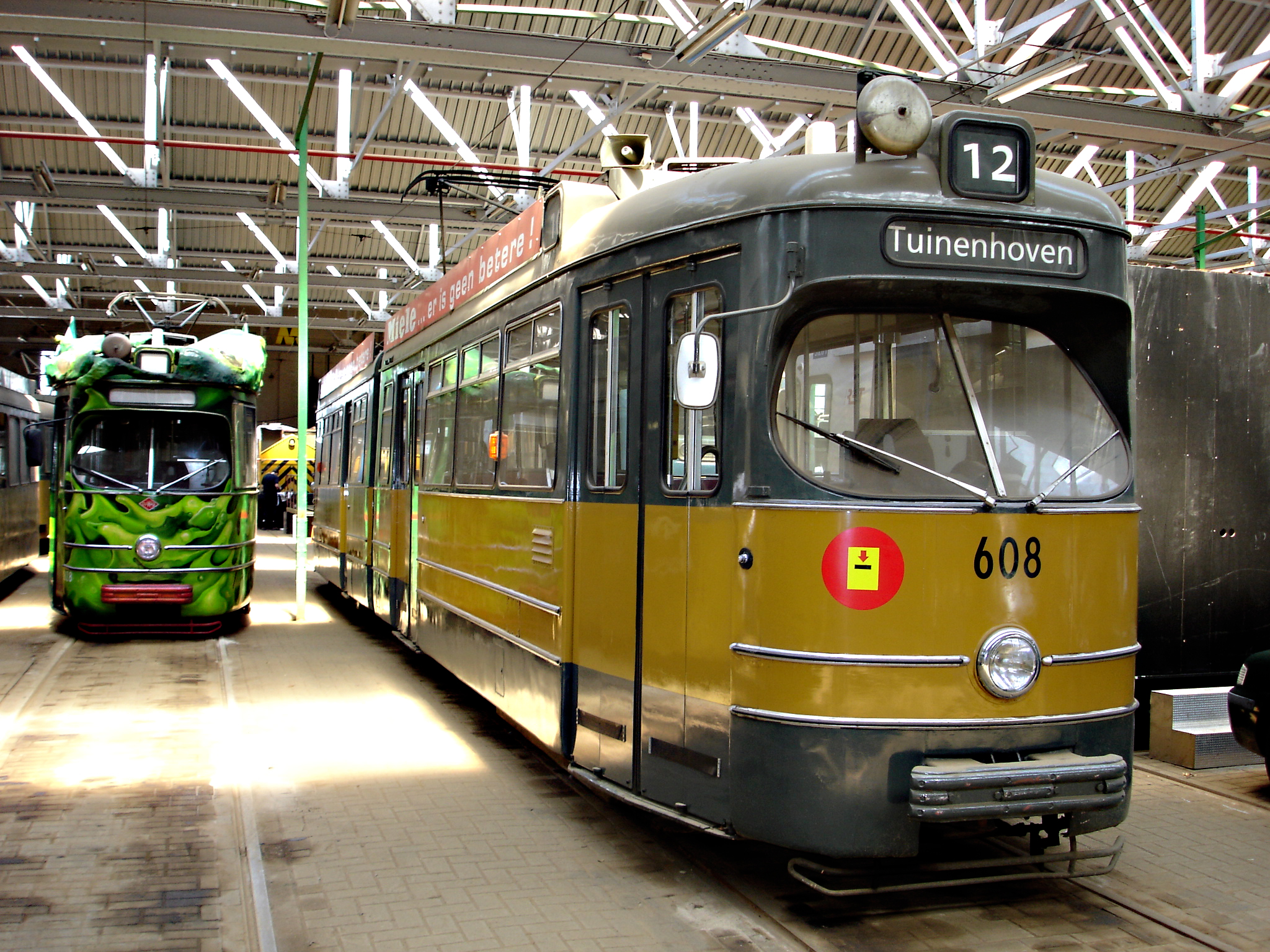
Rotterdamse gelede tram 608, thans museumtram, in de Remise Kootsekade.

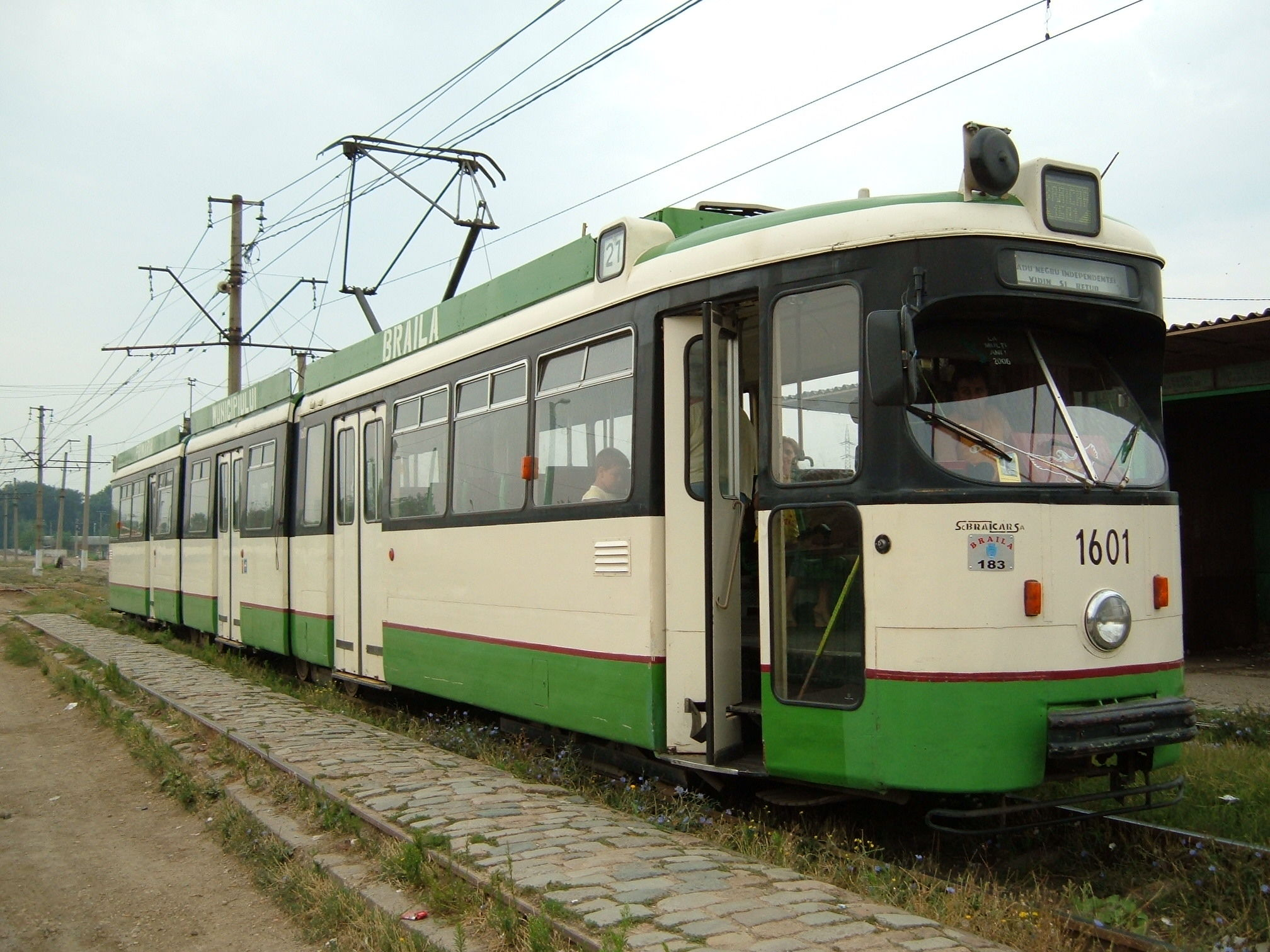
Voormalige Rotterdamse tram 1601 in Brăila.

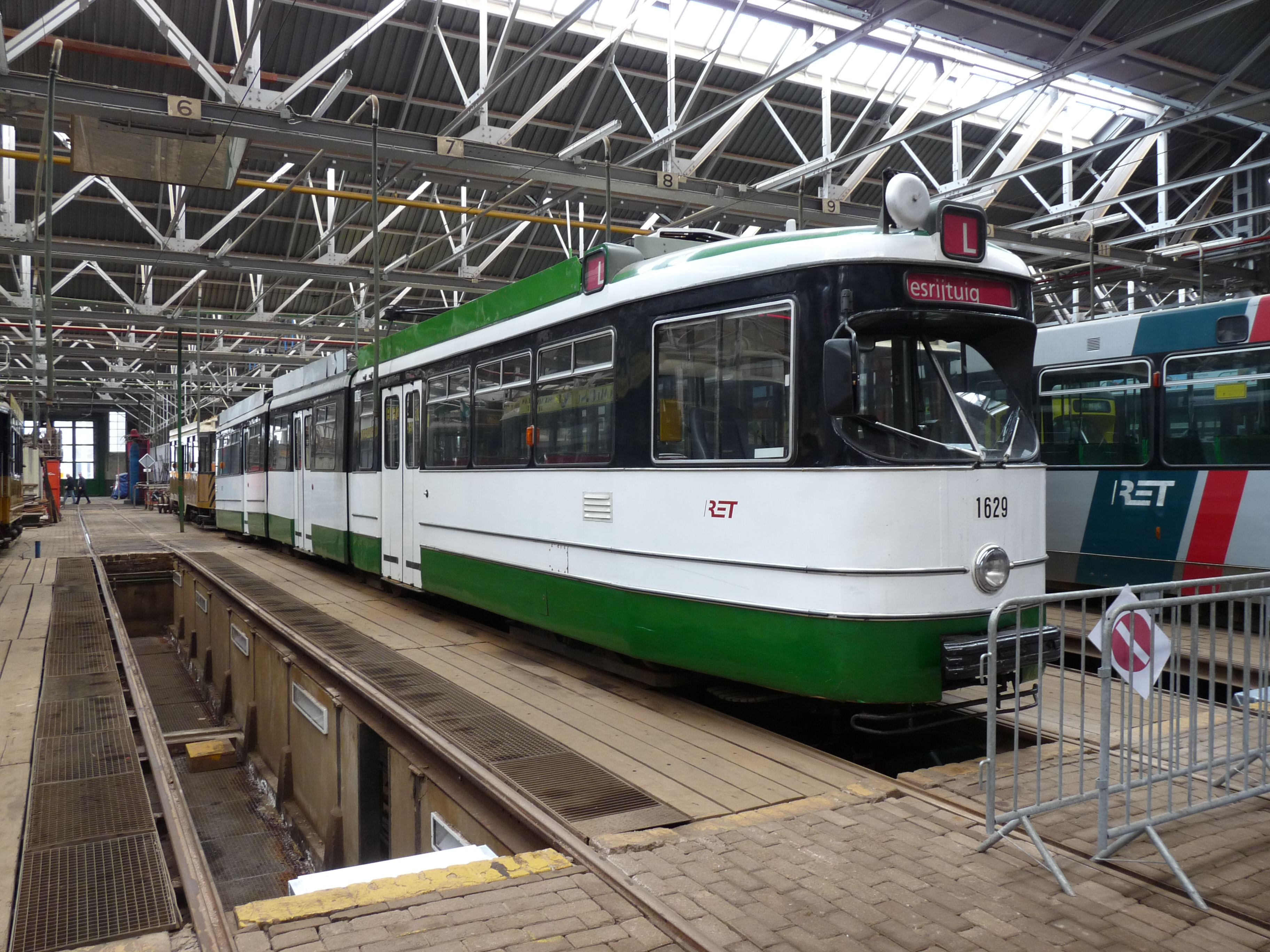
Werkspoor-dubbelgelede wagen 1629 (ex-629), na verbouwing zonder voordeur, in het Trammuseum Rotterdam.

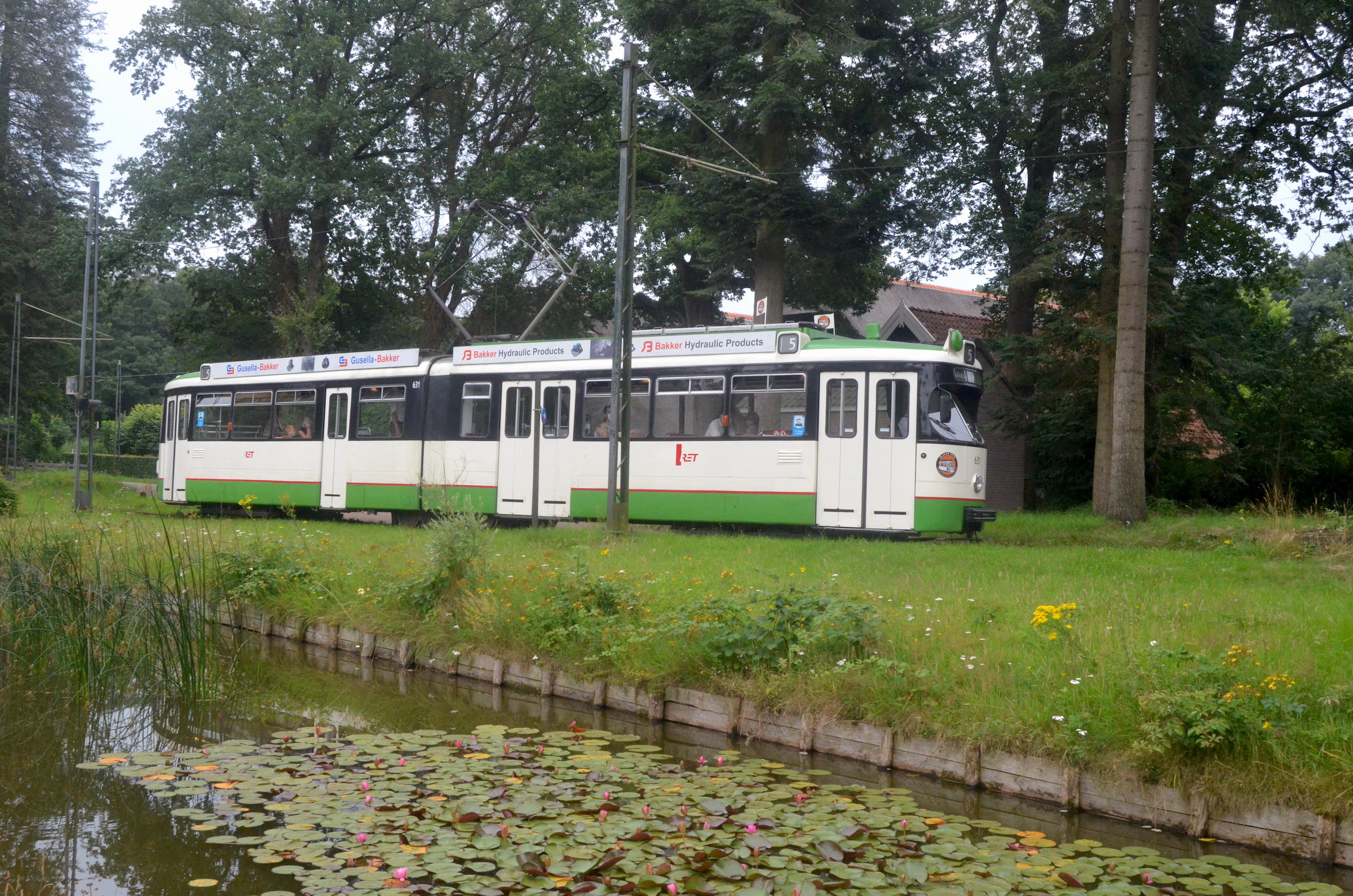
RET 631 op de Tramlijn Nederlands Openluchtmuseum te Arnhem.

In 1969 kwamen weer 35 enkelgelede trams; de 601-635 waren niet afkomstig van Düwag, maar van Werkspoor te Utrecht. Ze waren herkenbaar aan de dubbele sierstrips, zoals de de Amsterdamse bolkoptrams (een type dat eveneens door zowel Schindler, Düwag als Werkspoor gebouwd) die hadden. Ook hadden ze, in tegenstelling tot de 351-386 en 251-274, een uitstapdeur in de achterbak. Ze hadden slechts een provisorische conducteursplaats en werden nog hetzelfde jaar tot zelfbedieningstram verbouwd.
De 607 en de 617 gingen in 1979 door brand verloren; vierentwintig exemplaren werden in de jaren tachtig verbouwd tot dubbelgelede exemplaren met middenbakken van de (1)301-(1)324, en zodoende ontstonden de 1601-1605, 1609-1615, 1616, 1618, 1619, 1621, 1624-1626, 1628, 1629, 1633-1635. Negen exemplaren bleven enkelgeleed (606, 608, 620, 622, 623, 627, 630-632). De 1621 kreeg de middenbak van de 364. Later werden de 1603 en de 1609 afgevoerd en eind jaren 90 alle resterende enkelgelede wagens, behalve de 606, 608 en 631.
In de jaren negentig kregen vijftien exemplaren een uitgebreide revisie. Het betrof de 1601, 1604, 1611-1616, 1618, 1619, 1621, 1624 en 1633-1635. Analoog aan de 700 en 800-series werden ze voorzien van een versmalde instap, een crème interieur, nieuwe bankjes en het kleurenschema wit-groen met zwarte raampartij. Ook verdwenen de denkende klaphekjes. De resterende, onverbouwde, exemplaren gingen buiten dienst en werden afgevoerd, behalve de 1610, 1626, 1628 en 1629, die tot en met 1998 nog regelmatig werden ingezet.
De RET 608, 1602 en 1605 kwamen bij het AOM in Amsterdam terecht en werden in 1999 met vrijwillige bestuurders van het AOM zelfs ingezet in de passagiersdienst in Amsterdam als gevolg van personeelstekort bij het GVB. De 1605 kreeg het 'Tingeling'-uiterlijk dat vroeger de 362 sierde. Enkele jaren later keerden zij terug naar Rotterdam en deden in 2001 weer even dienst tot de komst van de trams uit Wenen.
Na de buitendienststelling zijn tien exemplaren in Roemenië terechtgekomen bij het trambedrijf van Brăila: de 1601, 1604, 1611, 1612, 1613, 1615, 1618, 1619, 1621 en 1634. De rest is afgevoerd.

### Afbeeldingen interieurs

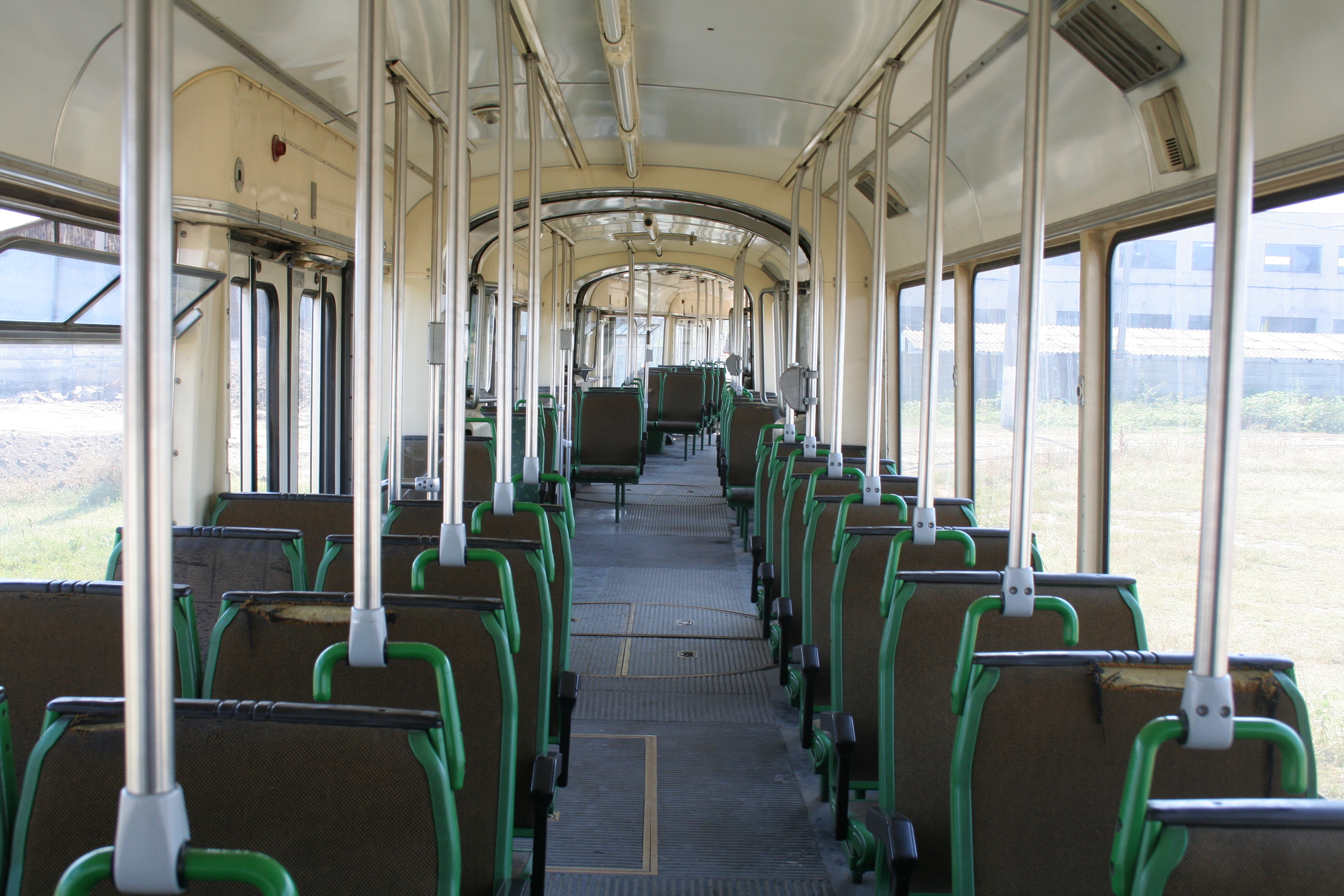
Interieur van een Rotterdamse Düwag-tram te Brăila.
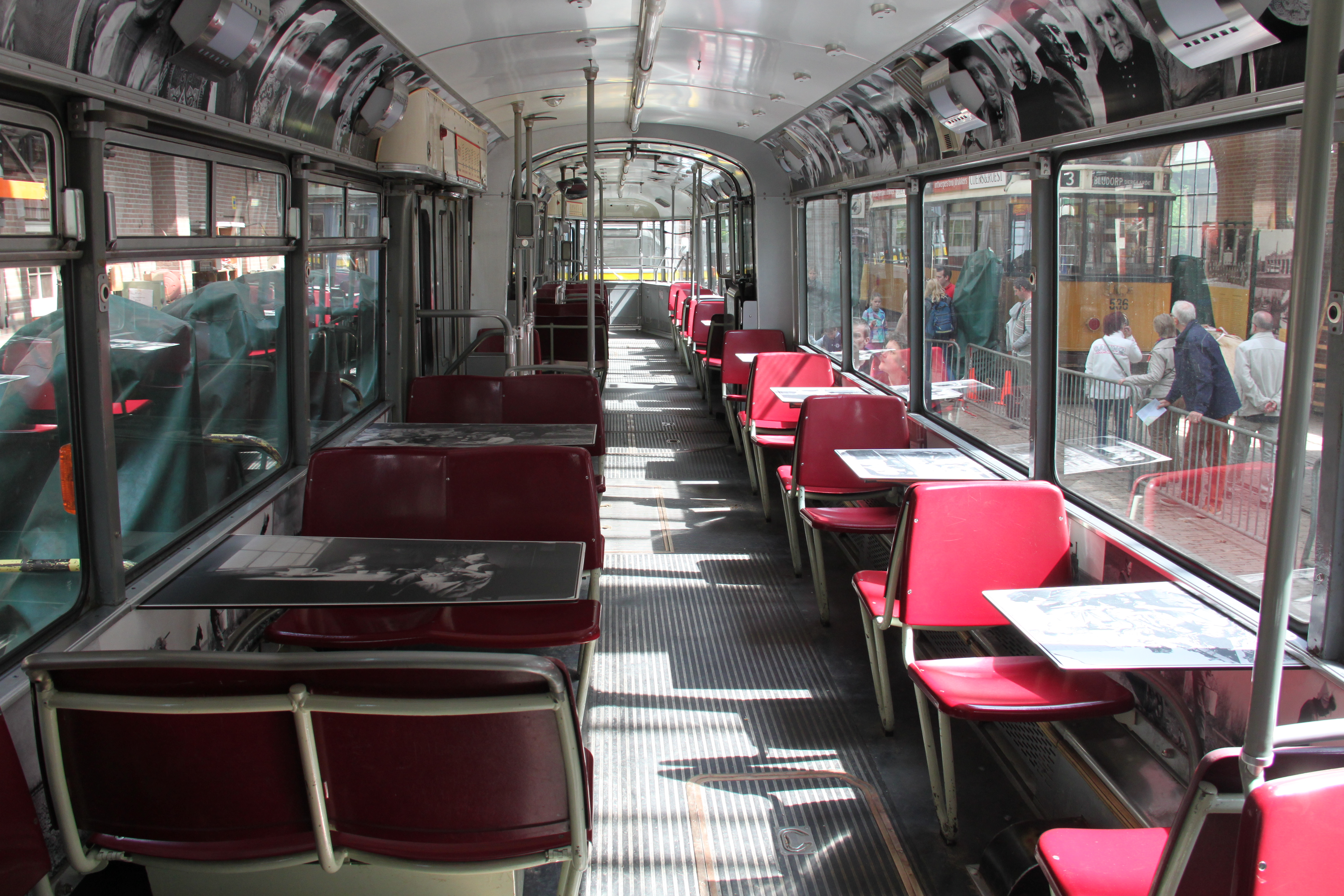
Oud interieur van de 631 in het openluchtmuseum, doch verbouwd als partytram.
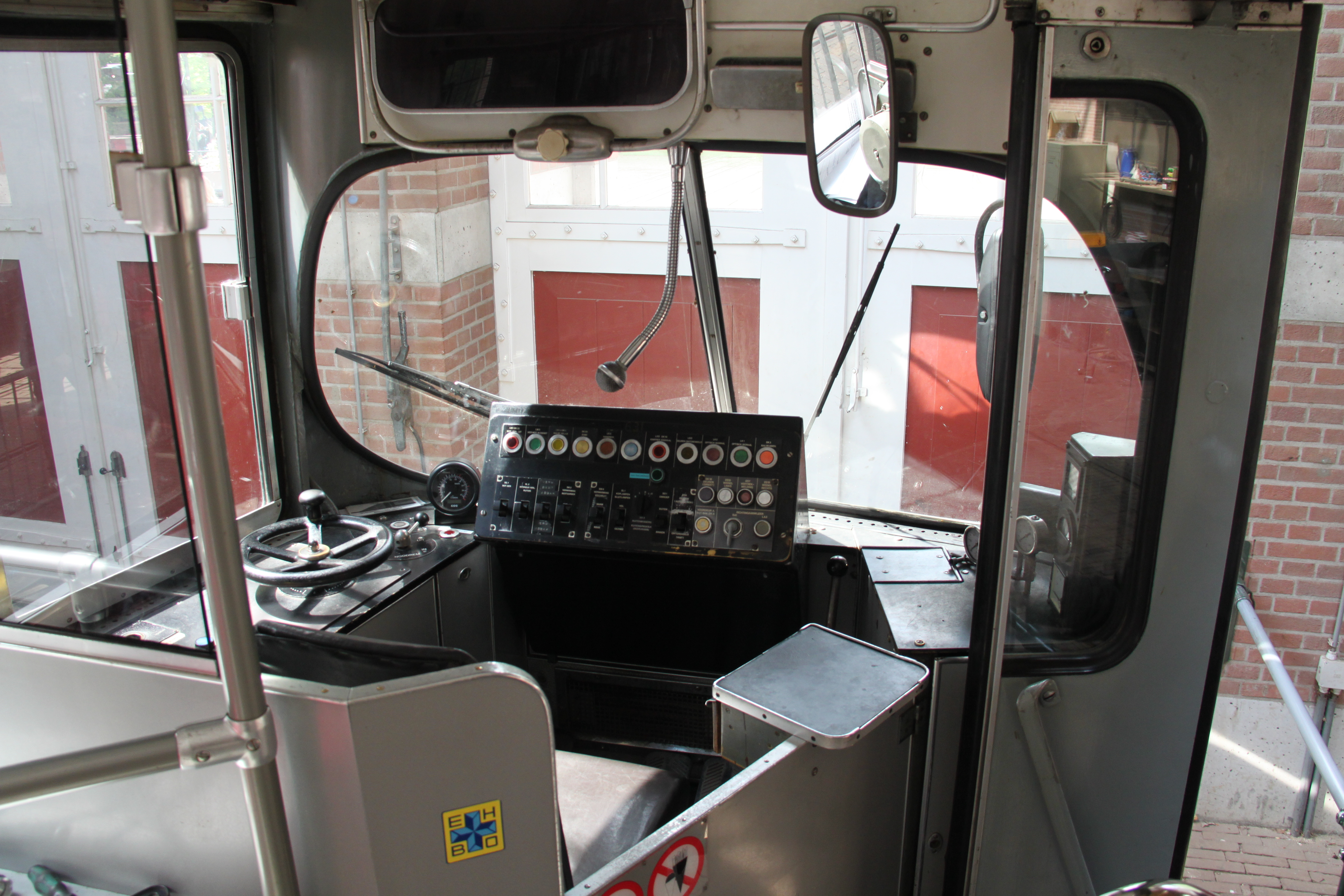
Bestuurderscabine.

### Serie 651-660
Enkelgelede trams uit Wenen - Type: SGP/Düwag type E - Bouwjaar: 1971
In 2001 reden door materieelgebrek al de museumwagens 368, 373 en 385 in de normale dienst en waren ook de 1602 en 1605 uit Amsterdam teruggekomen en weer in de dienst verschenen. De RET besloot als overbrugging tot de komst van de Citadis-trams een tiental enkelgelede wagens type E uit Wenen te huren en deze in te zetten op lijn 2. Het van lijn 2 vrijkomende materieel zou dan op andere tramlijnen kunnen worden ingezet. Het betrof de in 1971 door SGP in licentie van Düwag gebouwde wagens met de Weense nummers 4751, 4753, 4754, 4758-4760 en 4764-4767. Ze kregen bij de RET de wagennummers 651-660 en sloten in nummering aan op de laatst geleverde eigen Düwag (1)635.
Daarnaast nam de RET voor onderdelen ook nog over een tweetal wagens type E uit 1962: de 4626 en 4629.
De 651-660 behielden hun volledige Weense uitmonstering en bleven rood met wit. Ook de lijnaanduiding met het karakteristieke ronde zwarte lijnnummerbord bleef gehandhaafd.
De RET had helaas weinig plezier van de wagens. Na een aanrijding waarbij de 656 achter op ZGT 726 reed en beide zwaar werden beschadigd, weigerden de bestuurders dienst op deze wagens omdat volgens hen de remmen niet goed zouden werken. Nadat een aantal technici uit Wenen overkwamen en geen gebreken constateerden, werden de wagens weer schoorvoetend ingezet, maar na weer een remweigering stonden ze binnen de kortste keren weer buiten dienst. Nadat nogmaals technici uit Wenen overkwamen en wederom geen gebreken vonden, werd zelfs TNO ingeschakeld, die de wagens ook in orde bevond. In Wenen reden de wagens overigens jaren probleemloos rond. De 656 werd afgevoerd.
De RET besloot de wagens met ingang van de winterdienst 2002-2003 weer in te zetten, maar met een vast aantal bestuurders die een speciale opleiding voor deze wagens kregen en vaste technici die de wagens onderhielden. Tot het begin van de zomerdienst 2003 reden de wagens daarna zonder grote problemen in de dienst. Ze reden echter niet als er voldoende eigen ZGT-700-en beschikbaar waren, dus reden ze alleen maandag tot en met vrijdag overdag op lijn 2.
Na de zomer van 2003 waren ze door de instroom van de nieuwe Citadissen niet meer nodig en werden opgeslagen aan de Kleiweg en later verkocht naar Craiova en Braila in Roemenië.

## Bewaard gebleven trams
Als museumtrams zijn in Rotterdam bewaard gebleven: de 385, 608 en 1624.
Voorts zijn er in Rotterdam nog aanwezig: enkelgelede trams: 273 (ex-373 na verwijdering C-bak) en 606 (partytram) en dubbelgelede trams: 368 (thematram), 1605 (thematram), 1614, 1616, 1628 (thematram), 1629 (restauranttram).
Bij de Tramlijn Nederlands Openluchtmuseum te Arnhem bevindt zich de 631. Op het NDSM-terrein in Amsterdam-Noord stond tot voorjaar 2022 (het restant van) de 'Van Nelle'-tram 319 (ex-269).

## Afbeeldingen van Museumtrams in Rotterdam

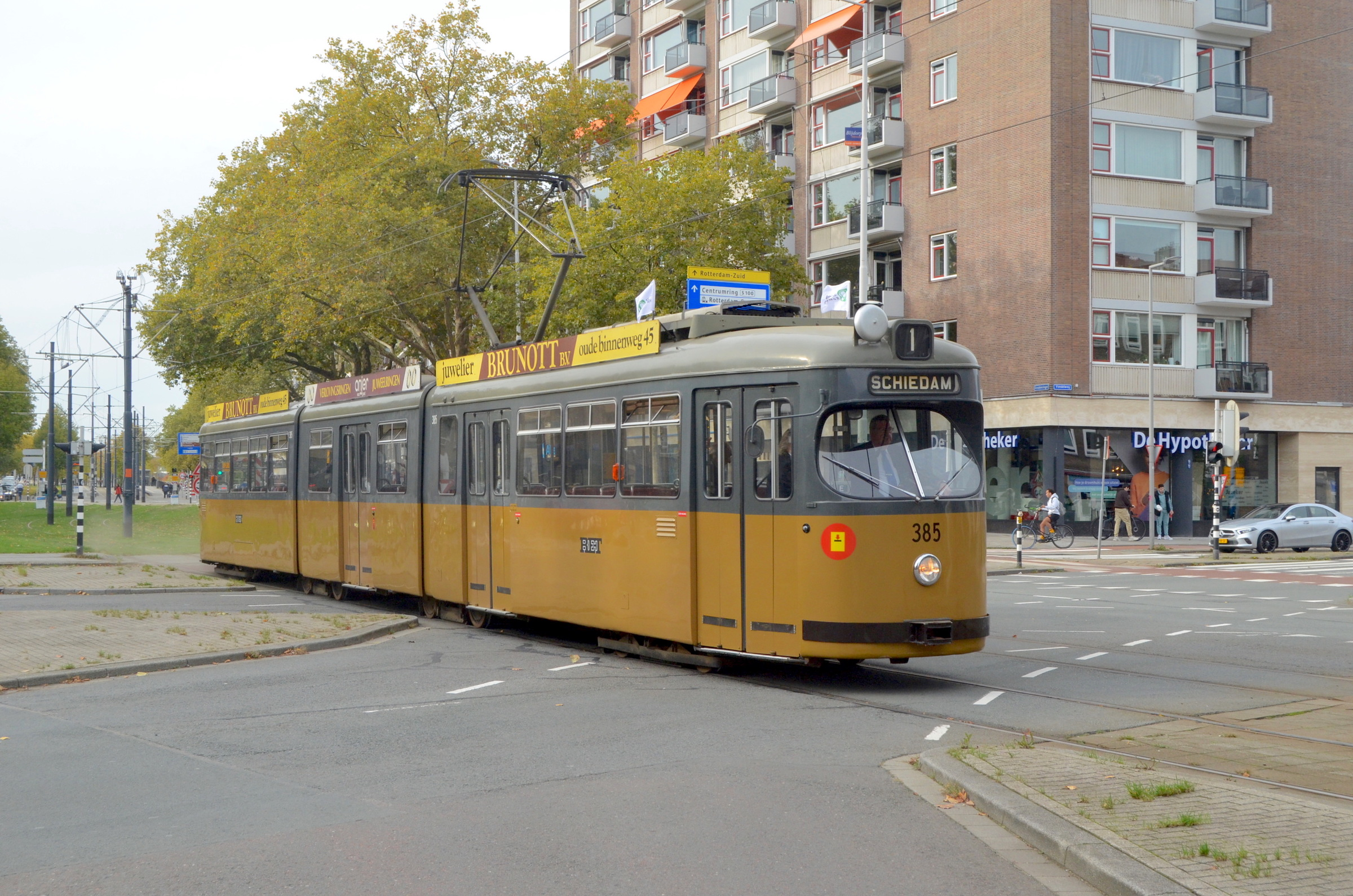
Düwag-dubbelgelede wagen 385 op de Goudsesingel.
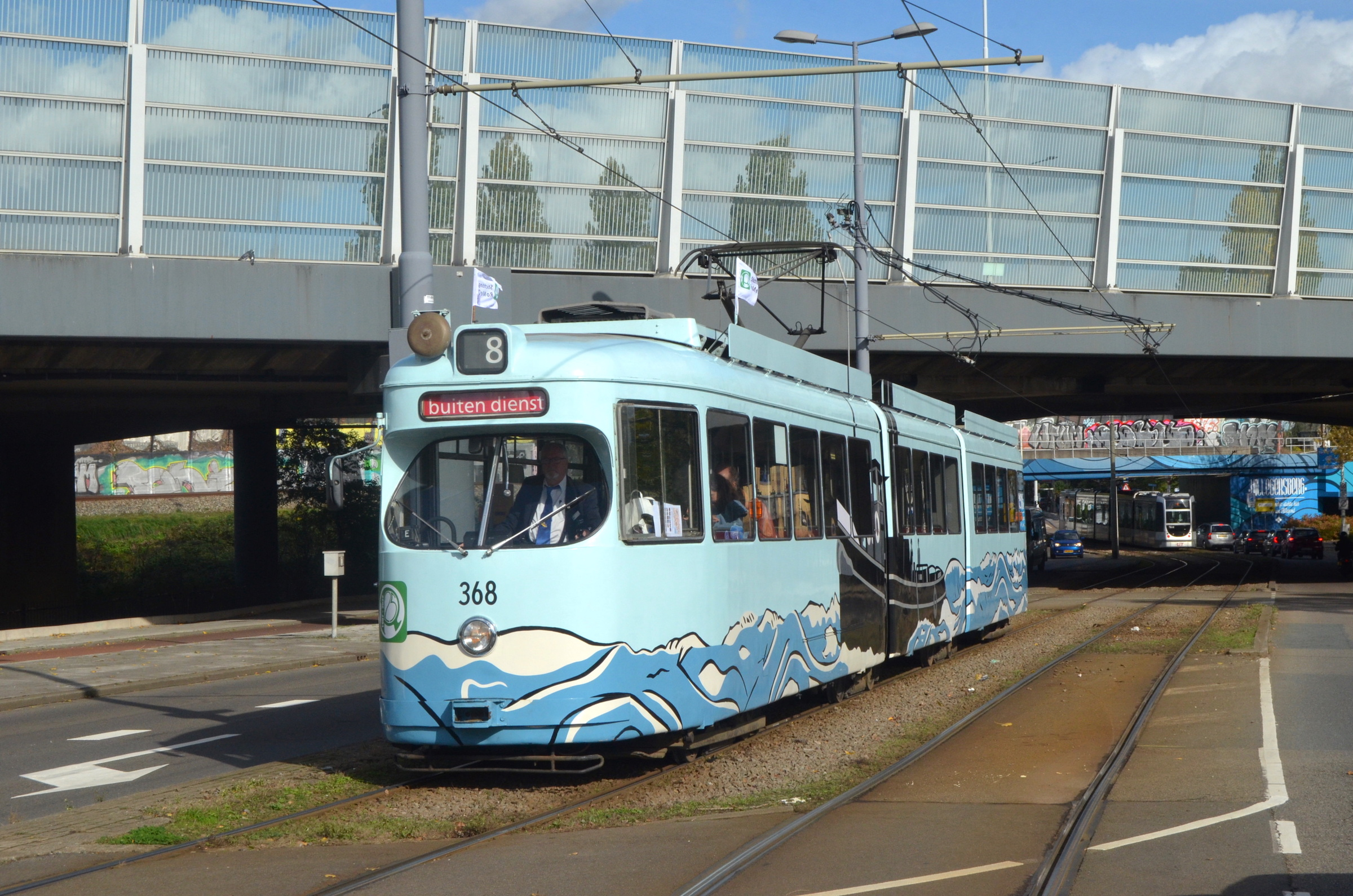
Düwag-dubbelgelede wagen 368 als 'Haventram' op de Bergwegbrug.
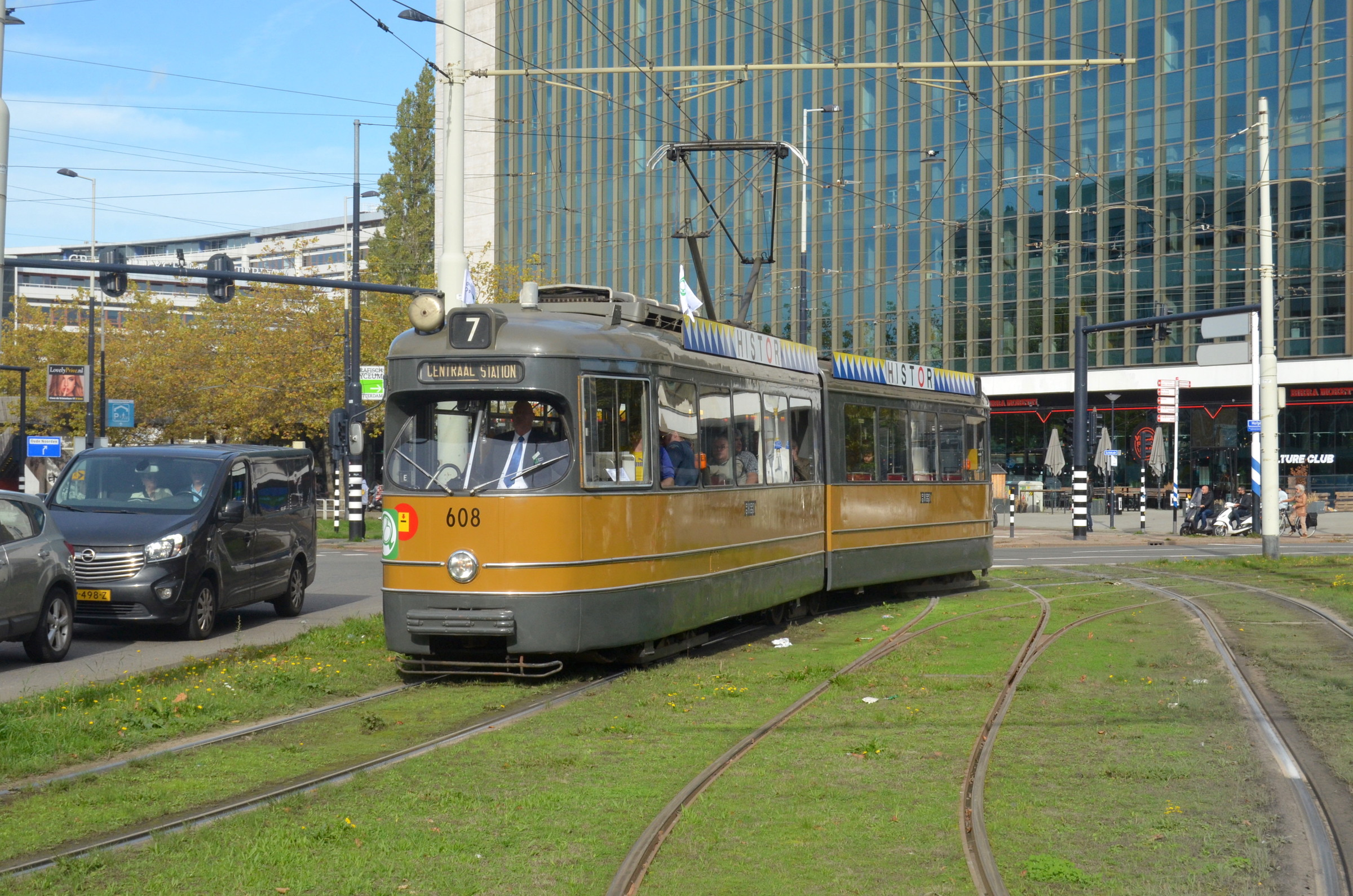
Werkspoor-enkelgelede wagen 608 op het Hofplein.
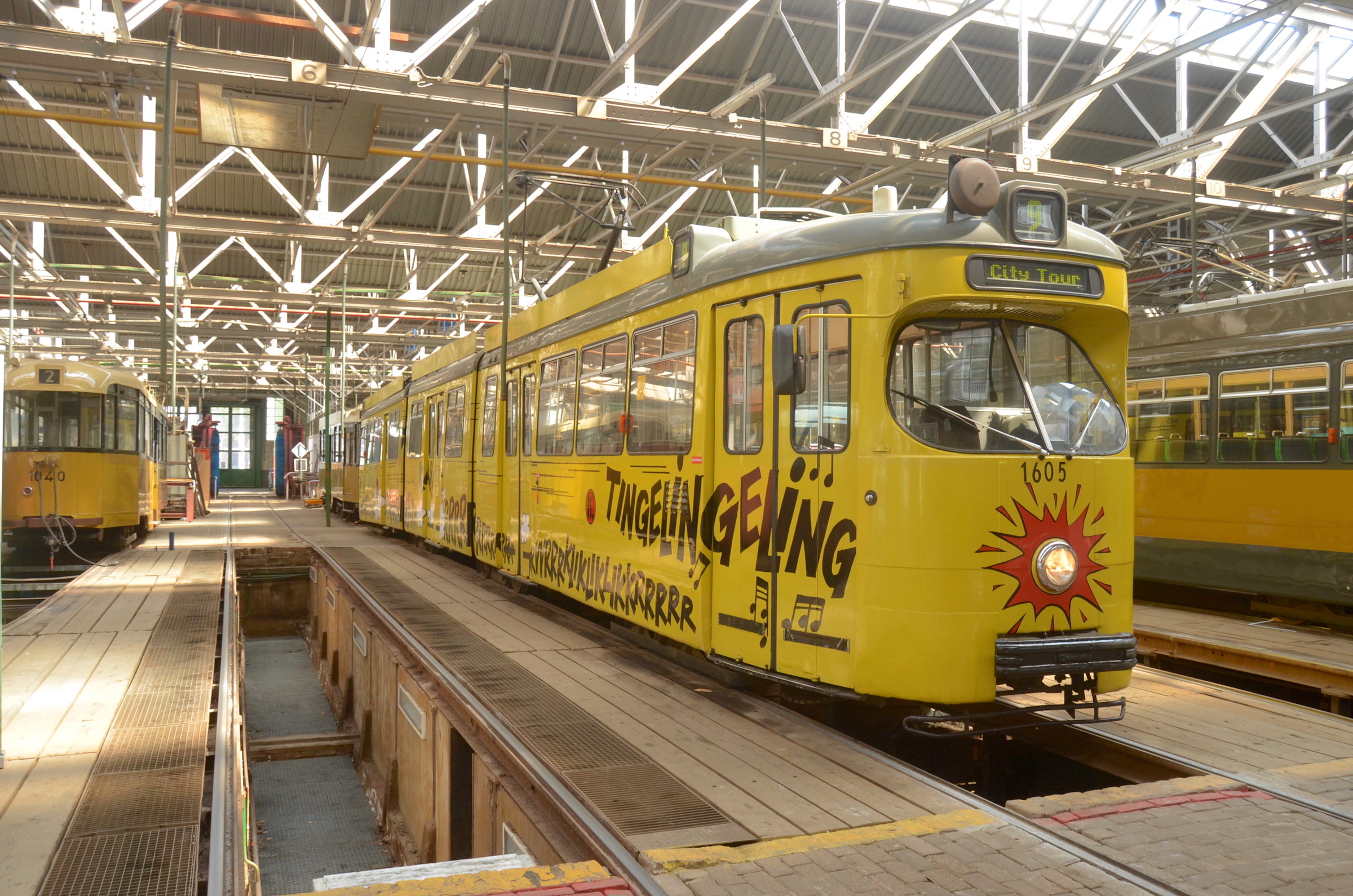
Werkspoor-dubbelgelede wagen 1605 (ex-605) als 'Tingelingtram'.